# Delfin (U-Boot, 1912)
Delfin (griechisch Δελφίν = Delfin) war das zweite U-Boot der griechischen Marine und weltweit das erste, das einen Torpedo auf ein Kriegsschiff abfeuerte.

## Beschreibung
Die Delfin war das Typschiff der französischen Delfin-Klasse. Hierbei handelte es sich um eine U-Boot-Klasse, die von Maxime Laubeuf entworfen wurde und für den Verkauf an fremde Staaten bestimmt war. Das U-Boot verfügte über je zwei Drzewiecki-Abwurfkragen am Heck und am Bug und ein Torpedorohr im Bug. Insgesamt verfügte man über 6 Schwartzkopff-Torpedos. Als Antrieb dienten zwei 360 PS starke Dieselmotoren. Diese trieben nicht nur die zwei Schrauben an, sondern auch Generatoren, mit denen Akkumulatoren geladen wurden. Je nach Geschwindigkeit variierte die Zeit bei voll aufgeladenen Akkumulatoren, um die zwei 230 PS starken Elektromotoren anzutreiben. So konnte man sich 2 h mit 8 kn, 7,5 h mit 6 kn und 17,5 h mit 4,5 kn fortbewegen. Am Rumpf der Delfin war ein Bleigewicht befestigt, das im Notfall entriegelt und abgeworfen werden konnte, damit das U-Boot sofort zur Wasseroberfläche aufstieg.

## Geschichte
Nach dem Aufstand von Goudi wurden in Griechenland die lange geforderten Reformen umgesetzt. Unter anderem wurde die Marine modernisiert und so bestellte man im September 1910 zwei U-Boote, die Delfin und die Xifias, bei der Bauwerft Schneider et Cie in Le Creusot. In Anlehnung an die französische Bezeichnung (frz. submersible = Tauchboot) wurden sie als Tauchboote (griechisch Καταδυόμενα) bezeichnet.
Am 21. Augustjul. / 3. September 1912greg. wurde die Delfin in Toulon an den griechischen Korvettenkapitän St. Paparigopoulos und seine 17-köpfige Crew übergeben. Die Mannschaft lernte von französischen Ausbildern den Umgang mit dem U-Boot. Während der einmonatigen Ausbildung absolvierte man 11 Tauchgänge. Sie erhielten jedoch den Befehl zur Rückkehr und begaben sich am 29. Septemberjul. / 12. Oktober 1912greg. auf den Weg nach Griechenland. Am 4. Oktoberjul. / 17. Oktober 1912greg., dem Tag, an dem Griechenland in den Balkankrieg eintrat, erreichte man Korfu, wo man für 5 Stunden ankerte, um Treibstoff zu bunkern. Am folgenden Tag legte die Delfin am Marinestützpunkt auf Salamis an. Dass die ungeübte Crew die Seereise von etwa 2000 km in nur etwa 130 h zurücklegte, stellte schon eine besondere Leistung dar.
Am 19. Oktoberjul. / 1. November 1912greg. brach das U-Boot nach Skiathos auf, wo es sich mit der griechischen Flotte traf, und fuhr dann weiter nach Moudros auf Lemnos. Bis zum 20. Novemberjul. / 3. Dezember 1912greg. absolvierte man im Golf von Moudros Tauchübungen und wartete die Maschinen und Anlagen, die viele technische Probleme aufwiesen. Die Delfin wurde nun nach Tenedos verlegt und patrouillierte nun im Meer vor den Dardanellen.
Am 9. Dezemberjul. / 22. Dezember 1912greg. kam das U-Boot bis auf 800 m an den türkischen Geschützten Kreuzer Mecidiye heran. Man feuerte einen Torpedo auf den Feind ab, der jedoch sein Ziel verfehlte. Bei diesem Angriff handelte es sich um den ersten Torpedoangriff auf ein Schiff der Geschichte. Dass der Torpedo nicht traf, war in Anbetracht der damaligen Ausrüstung des U-Bootes nicht verwunderlich. Nach dem Angriff zog sich die Delfin schnell zurück, lief jedoch nördlich von Tenedos in untergetauchtem Zustand auf Grund, da man zur Navigation nur über einen Kompass und keine Seekarten verfügte. Zum Auftauchen löste man das Bleigewicht am Bug. Ohne dieses Gewicht war das U-Boot nicht mehr tauchfähig und war für den Rest des Krieges unbrauchbar. Man begab sich nun nach Moudros und am 11. Dezemberjul. / 24. Dezember 1912greg. kehrte man nach Salamis zurück.
Im Ersten Weltkrieg beschlagnahmte Frankreich im September 1916 die Delfin und gab sie erst nach Kriegsende zurück. Da sich das U-Boot in einem sehr schlechten Zustand befand und zudem veraltet war, kam es nicht mehr zum Einsatz. 1920 wurde es schließlich aus der Flottenliste gestrichen und 1921 abgewrackt.